# UTC+9
| Ora standard (tot anul) Ora standard (iarna din emisfera nordică) Ora standard (iarna din emisfera sudică) | Regiune maritimă în acest fus orar Ora de vară (vara din emisfera nordică) Ora de vară (vara din emisfera sudică) |

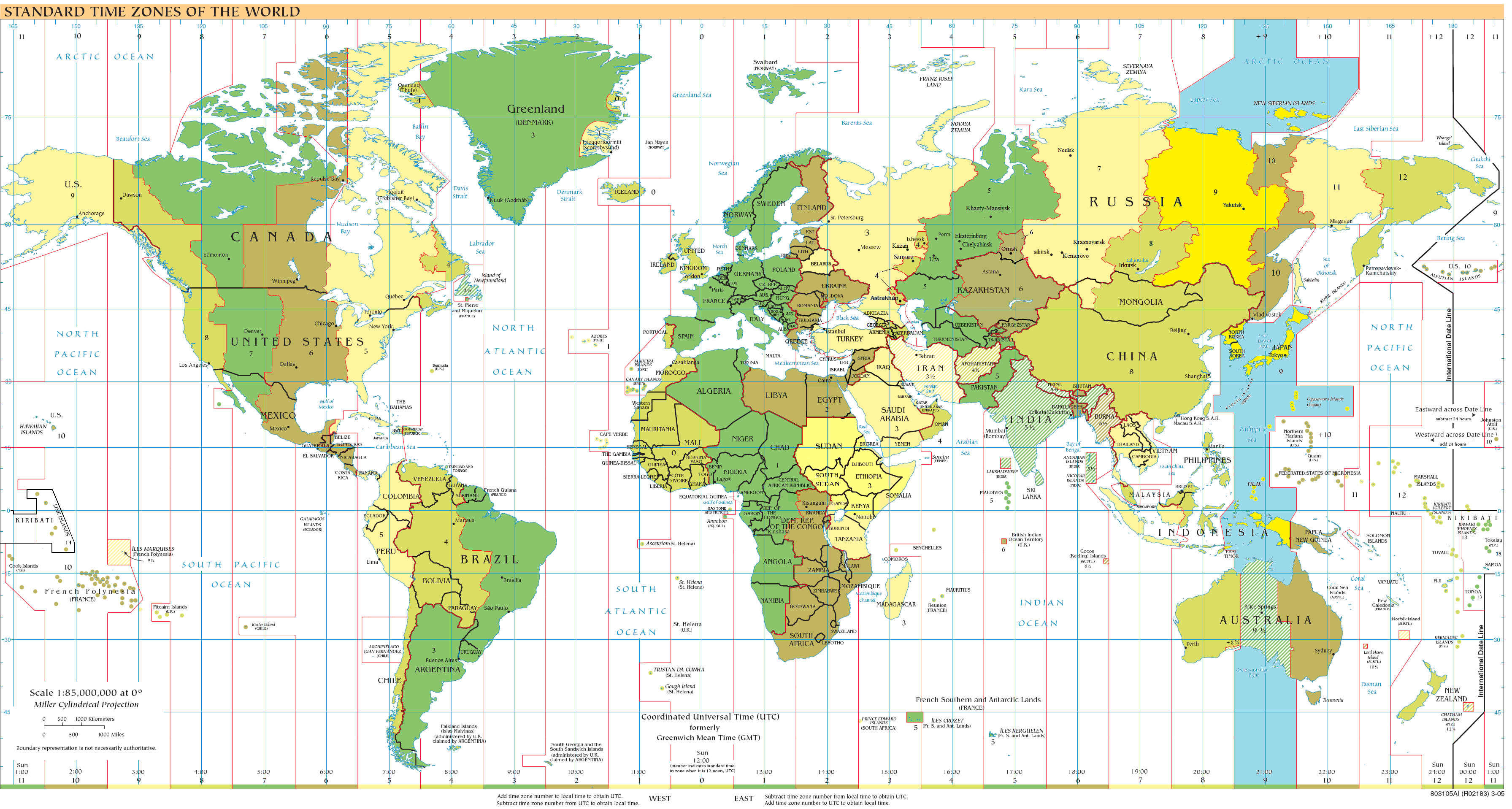
Utilizarea fusului orar UTC+9:

UTC+9 este un fus orar aflat cu 9 ore înainte UTC. UTC+9 este folosit în următoarele țări și teritorii:

## Ora standard (tot anul)
Ora de Kaliningrad: UTC+3 (MSK−1)
     Ora de Moscova: UTC+4 (MSK)
     Ora de Samara: UTC+5 (MSK+1; nefolosit)
     Ora de Ekaterinburg UTC+6 (MSK+2)
     Ora de Omsk: UTC+7 (MSK+3)
     Ora de Krasnoiarsk: UTC+8 (MSK+4)
     Ora de Irkutsk: UTC+9 (MSK+5)
     Ora de Iakutsk: UTC+10 (MSK+6)
     Ora de Vladivostok: UTC+11 (MSK+7)
     Ora de Magadan: UTC+12 (MSK+8)
- Coreea de Sud (KST - Korea Standard Time / 한국 표준시 / Hanguk Pyojunsi)
- Indonezia (WIT - Waktu Indonesia Timur)
  - Insulele Maluku
  - Noua Guinee de Vest
- Japonia (JST - Japan Standard Time / 日本標準時 / Nihon hyōjunji)
- Palau
- Rusia (IRKT - Irkutskoye vremya / Иркутское время)
  -  Buriația
  -  Regiunea Irkutsk
- Timorul de Est